# Lahoz
Lahoz es una localidad del concejo de Valderejo, que está situado en el municipio de Valdegovía, en la provincia de Álava, País Vasco (España).

## Historia
La localidad aparece mencionada por primera vez en textos del siglo XII.[cita requerida]
Hacia mediados del siglo XIX, el lugar, por entonces perteneciente al ayuntamiento de Valderejo, tenía contabilizada una población de 102 habitantes. Aparece descrito en el décimo volumen del Diccionario geográfico-estadístico-histórico de España y sus posesiones de Ultramar de Pascual Madoz con las siguientes palabras:

LAHOZ l, del ayunt. de Valderejo en la prov. de Alava (á Vitoria 9 leg.), part. jud. de Añana (5), c. g. de las Provincias Vascongadas, aud. terr. y dióc. de Burgos (18): sit. en 2 laderas ó cuestas: disfruta de clima saludable; tiene 30 casas, escuela para ambos sexos, concurrida por 16 alumnos y dotada con 12 fan. de trigo; igl. parr. (Santiago) servida por un cura y un sacristan; 5 fuentes de aguas delgadas y frias en térm. Confina este N. Bóveda; E. Quintanilla; S. Lalastra, y O. San Pantaleon (part. jud. de Villarcayo). El terreno es bastante estéril, aunque le baña un riach. que tiene un puentecillo de madera: háy un monte poblado de hayas. caminos locales. El correo se recibe de Valpuesta, por balijero. prod.: trigo, cebada, avena, yeros, y otras legumbres: cria ganado lanar, vacuno y cabrío, y caza de liebres, perdices y palomas. ind.: 2 molinos harineros. pobl.: 9 vec., 102 alm. riqueza y contr.. con su ayuntamiento.
(Madoz, 1847, p. 39)

En la actualidad, pertenece al municipio de Valdegovía. En 2022, tenía empadronados dos habitantes.

## Demografía
| Gráfica de evolución demográfica de Lahoz entre 2000 y 2017 |
|                                                             |
| Población de derecho según los censos de población del INE. |

## Patrimonio
Hay en el lugar una iglesia de Santiago.